# Euophrys semirufa
Euophrys semirufa är en spindelart som beskrevs av Simon 1884. Euophrys semirufa ingår i släktet Euophrys och familjen hoppspindlar. Inga underarter finns listade i Catalogue of Life.